# Nurul Izzah Anwar
Pour les articles homonymes, voir Anwar.
Nurul Izzah Binti Anwar (Jawi : نور العزه بنت انور, née le 19 novembre 1980) est une femme politique malaisienne, membre de Keadilan (PKR) et occupe actuellement le poste de députée de Permatang Pauh. Elle est anciennement députée de Lembah Pantai du 8 mars 2008 au 10 mai 2018. Nurul Izzah est aussi une ardente défenseure des droits de l'homme et des droits civils, avec un intérêt particulier pour les prisonniers religieux. 
Le 4 décembre 2018, Nurul Izzah est élue présidente du Comité de sélection des projets de loi. Elle est remplacée à ce poste par le député de Bukit Gelugor, Ramkarpal Singh (en) en juillet 2019.

## Jeunesse
Nurul Izzah est la fille d'Anwar Ibrahim, Premier ministre de Malaisie à compter de 2022 et ancien vice-premier ministre dans les années 1990. Sa mère, Wan Azizah Wan Ismail, est une ancienne  présidente du parti et vice-première ministre de la Malaisie de 2018 à 2020.

## Éducation
Avant de se lancer en politique, Nurul Izzah obtient sa maîtrise à l'École des hautes études internationales de l'Université Johns Hopkins, où elle étudie les relations internationales et se spécialise sur l'Asie du Sud-Est. Elle est aussi diplômée en génie électrique et électronique de l'Universiti Tenaga Nasional en 2004, deux jours après la libération de son père, Anwar Ibrahim, de six ans d'emprisonnement. 

## Carrière
Le 17 décembre 2018, Nurul Izzah annonce sa démission en tant que vice-présidente du parti Keadilan et présidente de son chapitre de Penang, mais conserve son poste de députée de Permatang Pauh. 
Nurul Izzah contribue également activement à la publication en malais Sinar - éduquant en permanence les électeurs avec des idées positives sur les réformes. 

## Élection
Lors des élections générales de 2008, Nurul Izzah entre en lice pour le siège de Lembah Pantai à Kuala Lumpur. Des rumeurs circulent selon lesquelles elle se présente avec l'intention de le céder à son père, empêché jusqu'en avril 2008 de se présenter à la magistrature, mais elle rejette ces allégations. Son opposante principale est la députée sortante Shahrizat Abdul Jalil (en), alors ministre chargée de la promotion de la femme, de la famille et du développement communautaire au sein du gouvernement Barisan Nasional. Les rapports initiaux suggèrent que Shahrizat conserve son siège, étant donné qu'elle est une ministre populaire, comme lors des élections de 2004 où elle a obtenu 15 288 voix,. Cependant, le jour du scrutin, Nurul Izzah recueille 21 728 voix contre 18 833 pour Shahrizat, et est élue en tant que nouvelle députée de Lembah Pantai. La défaite de la députée aux trois mandats et son remplacement par un nouveau visage est l’une des nombreuses surprises de l’élection de 2008, au cours de laquelle le parti au pouvoir perd de nombreux sièges au Parlement.  
En novembre 2010, Nurul Izzah est élue en tant que l'une des vice-présidents du Parti Keadilan. Elle est réintègre le Parlement lors des élections de 2013. La coalition gouvernementale au pouvoir Barisan Nasional la prend pour cible en proposant comme candidat contre elle le ministre des Territoires fédéraux en poste, Raja Nong Chik (en), dans une campagne très médiatisée. 
En novembre 2015, la princesse Jacel Kiram et Nurul Izzah publient une photo demandant au Premier ministre Najib Razak de libérer le chef de l'opposition Anwar Ibrahim, ce qui est mal accueilli par les médias, ce qui incite Nurul Izzah à s'excuser. 
En mai 2018, Nurul Izzah change de district pour les nouvelles élections et gagne. Elle est maintenant la nouvelle députée de Permatang Pauh,. 

## Résultats des élections
| Année | Circonscription électorale |                         | Votes  | %       | Adversaire(s)                       | Votes  | Pct     | Votants | Majorité | %       |
| ----- | -------------------------- | ----------------------- | ------ | ------- | ----------------------------------- | ------ | ------- | ------- | -------- | ------- |
| 2008  | Lembah Pantai              | Nurul Izzah Anwar (PKR) | 21 728 | 52,62 % | Shahrizat Abdul Jalil (UMNO)        | 18 833 | 45,61%  | 41 289  | 2 895    | 72,88 % |
| 2008  | Lembah Pantai              | Nurul Izzah Anwar (PKR) | 21 728 | 52,62 % | Periasamy Nagarathnam (IND)         | 489    | 1,18%   | 41 289  | 2 895    | 72,88 % |
| 2013  | Lembah Pantai              | Nurul Izzah Anwar (PKR) | 31 008 | 51,39 % | Raja Nong Chik Zainal Abidin (UMNO) | 29,161 | 48,33%  | 61 048  | 1 847    | 84,30 % |
| 2013  | Lembah Pantai              | Nurul Izzah Anwar (PKR) | 31 008 | 51,39 % | Rosli Baba (IND)                    | 167    | 0,28 %  | 61 048  | 1 847    | 84,30 % |
| 2018  | Permatang Pauh             | Nurul Izzah Anwar (PKR) | 35 534 | 50,89 % | Zaidi Mohd Said (UMNO)              | 19 866 | 28,45 % | 69 828  | 15 668   | 86,18 % |
| 2018  | Permatang Pauh             | Nurul Izzah Anwar (PKR) | 35 534 | 50,89 % | Afnan Hamimi Taib Azamudden (PAS)   | 14 428 | 20,66 % | 69 828  | 15 668   | 86,18 % |

## Vie privée
Nurul Izzah épouse Raja Ahmad Shahrir le 9 mai 2003 et ils ont deux enfants ensemble, Safiyah et Harith. Ils divorcent officiellement en janvier 2015. 

## Voir également